# Сиберехтс, Ян
Ян Сиберехтс, Иоганнес Сибрехт, или Зибрехт (нидерл. Jan Siberechts, Johannes Sibrechts, Sibrecht, Siebrechts, Sybrecht; 29 января 1627, Антверпен — 1703, Лондон) — фламандский живописец-пейзажист. После успешной карьеры в Антверпене эмигрировал в Англию. Его пейзажи, написанные в Англии, сохранив свой фламандский характер, оказались у истоков английской пейзажной традиции.

## Биография
Ян Сиберехтс был сыном антверпенского скульптора Яна Сиберехтса Старшего и его жены Сюзанны (в девичестве Менненс). Учился у живописца Адриана де Бая (1593—1668). С 1648 по 1649 год был членом Гильдии Святого Луки в своём родном городе и в последующие годы сделал себе имя во Фландрии.
Возможно, но не достоверно, что в конце 1640-х — начале 1650-х годов он посетил Италию. 2 августа 1652 года в Антверпене женился на Марии-Анне Крус. Ян Сиберехтс достиг успехов в создании собственного стиля пейзажной живописи, который произвёл впечатление на Джорджа Вильерса, 2-го герцога Бекингемского, когда он в 1670 году посетил Антверпен. Герцог пригласил художника в Англию и нанял его для украшения своей резиденции в Кливдене.
Сиберехтс прибыл в Англию около 1672 года. Со второй половины 1670-х и в 1680-х годах он много путешествовал по Англии, выполняя многочисленные заказы аристократических лиц. Он жил в Лондоне; одна из его дочерей работала кружевницей у королевы. Его младшая дочь, Фрэнсис, вышла замуж за фламандского скульптора-эмигранта Артуса Квеллинуса Третьего (известного в Англии как «Арнольд Квеллин»). После ранней смерти Квеллинуса она вышла замуж за его помощника по мастерской Джона Носта.

## Творчество
Сохранилось около сотни работ художника. Своими ранними произведениями Сиберехтс во многом обязан голландским пейзажистам, работавшим в Италии, таким как Николас Берхем и Карел Дюжарден. Сиберехтс, должно быть, познакомился с их работами в Антверпене, поскольку нельзя ни доказать, ни исключить возможность поездки Сиберехтса в Италию в конце 1640-х — начале 1650-х годов.
В 1660-х годах он обратился к изображению фламандских пейзажей и крестьянского быта. Он разработал особенную композицию картины: вводил на передний план своих пейзажей крупные фигуры крестьянок, одетых в ярко-красное, синее и жёлтое. Он изображал их путешествующими в повозках, пешком или на спинах мулов: они несут узлы или корзины либо пересекают полузатопленные дороги и болота. Одним из его любимых мотивов были броды и просёлочные дороги, которые преодолевают путники с фургонами, полными сена или овощей. Иногда он писал крестьянские сцены в духе Давида Тенирса Младшего.
Его поздние пейзажи, написанные в Англии в 1670-х и 1680-х годах, сохранили свой фламандский характер: могучие деревья и мягкий свет на далёких холмах, человеческие фигуры оказывались менее важными, чем сам пейзаж. Передний план оставался относительно тёмным, чтобы привлечь внимание к широкому, ярко освещённому виду на дальнем плане. В своих английских пейзажах Сиберехтс использовал повторяющуюся композицию: сцена охоты с егерями и всадниками на переднем плане и натуралистический вид величественного дома, помещённого в глубине.
Для своих английских покровителей Сиберехтс изображал сцены охоты. Его пейзажи оказали большое влияние на английскую пейзажную живопись, и поэтому Сиберехтса считают «отцом британского пейзажа». Его пейзажи также «имеют важное историческое и топографическое значение».
Одним из его английских учеников был Джон Вуттон.

## Галерея

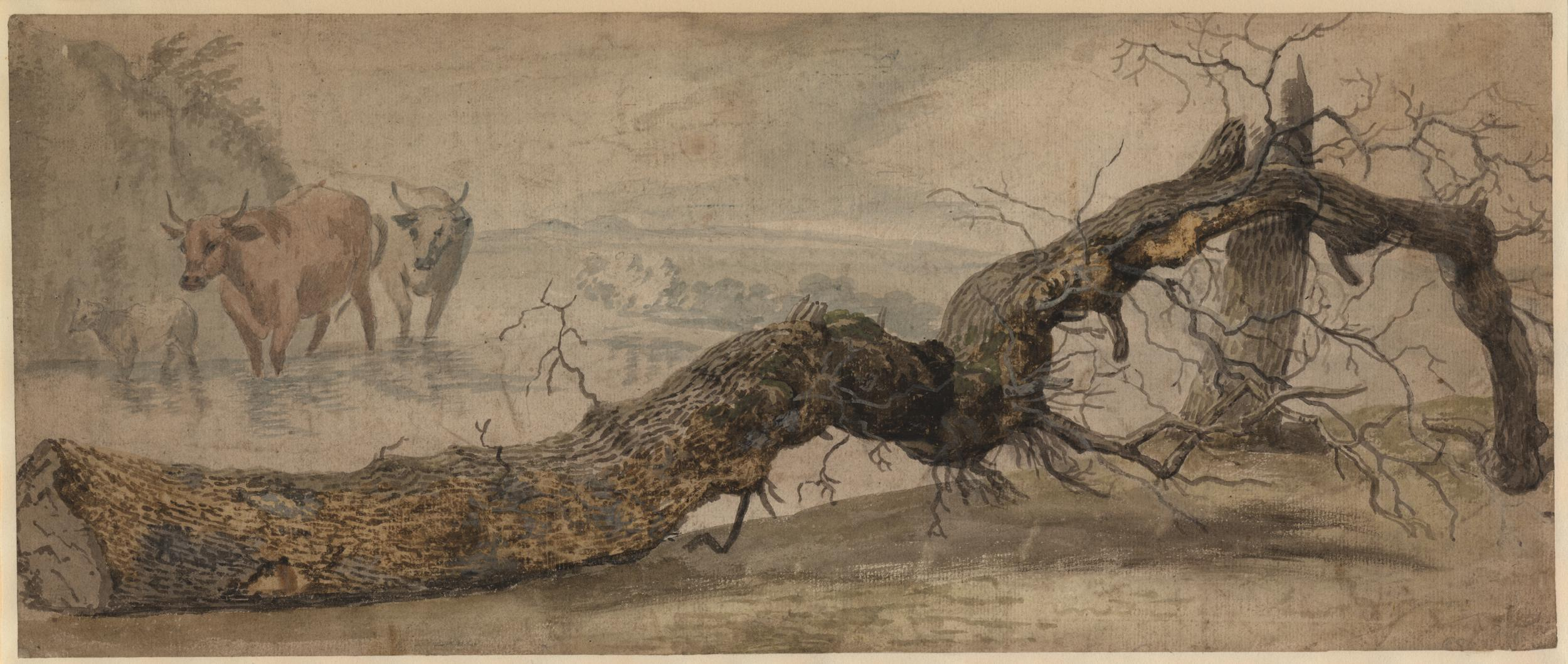
Безлистное дерево на берегу озера, в котором стоят две коровы и овца. Между 1642 и 1700 гг. Бумага, карандаш, акварель. Британский музей, Лондон
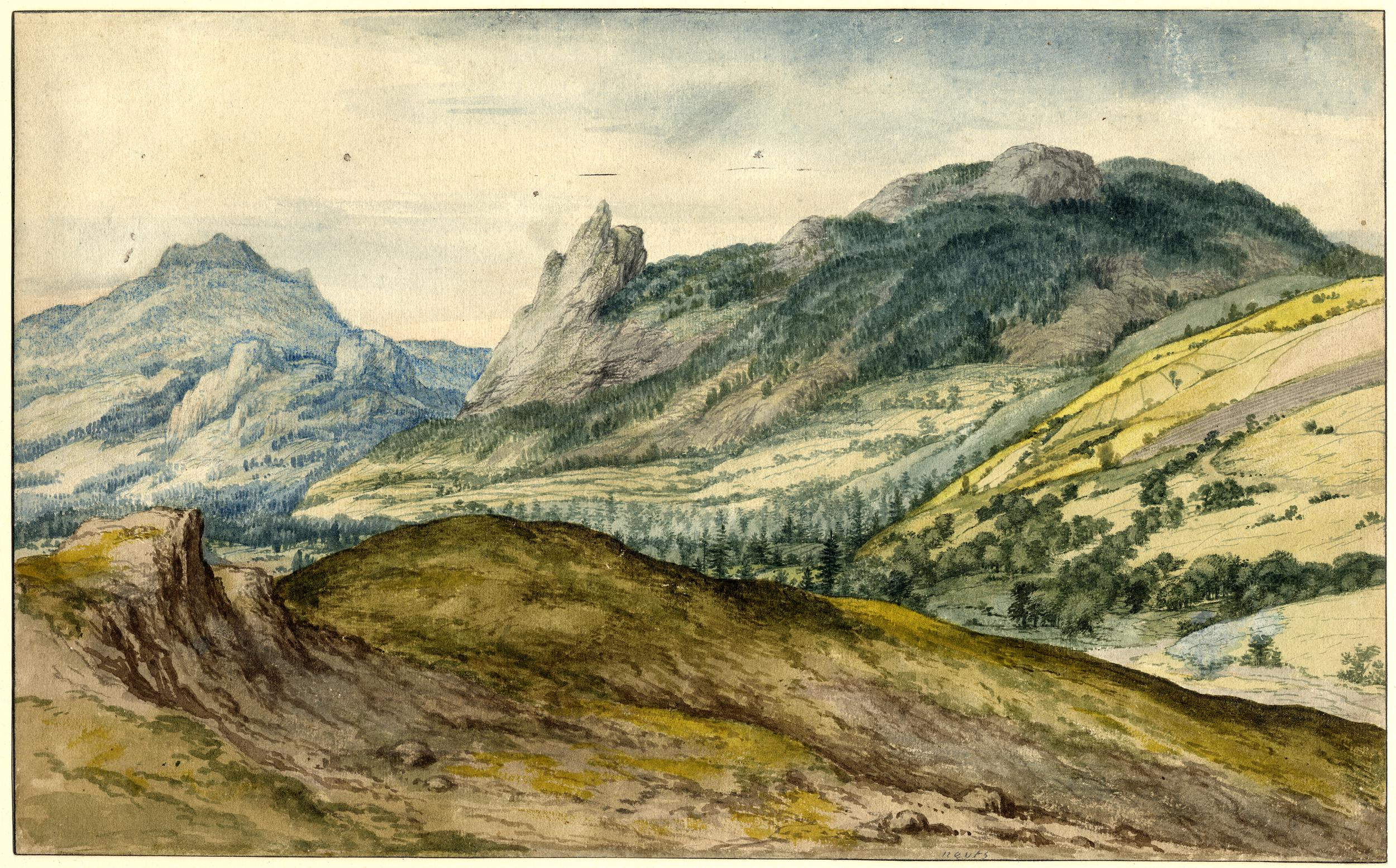
Горный ландшафт с долиной лесистых и скалистых склонов. Между 1673 и 1703 гг. Бумага, акварель. Британский музей, Лондон
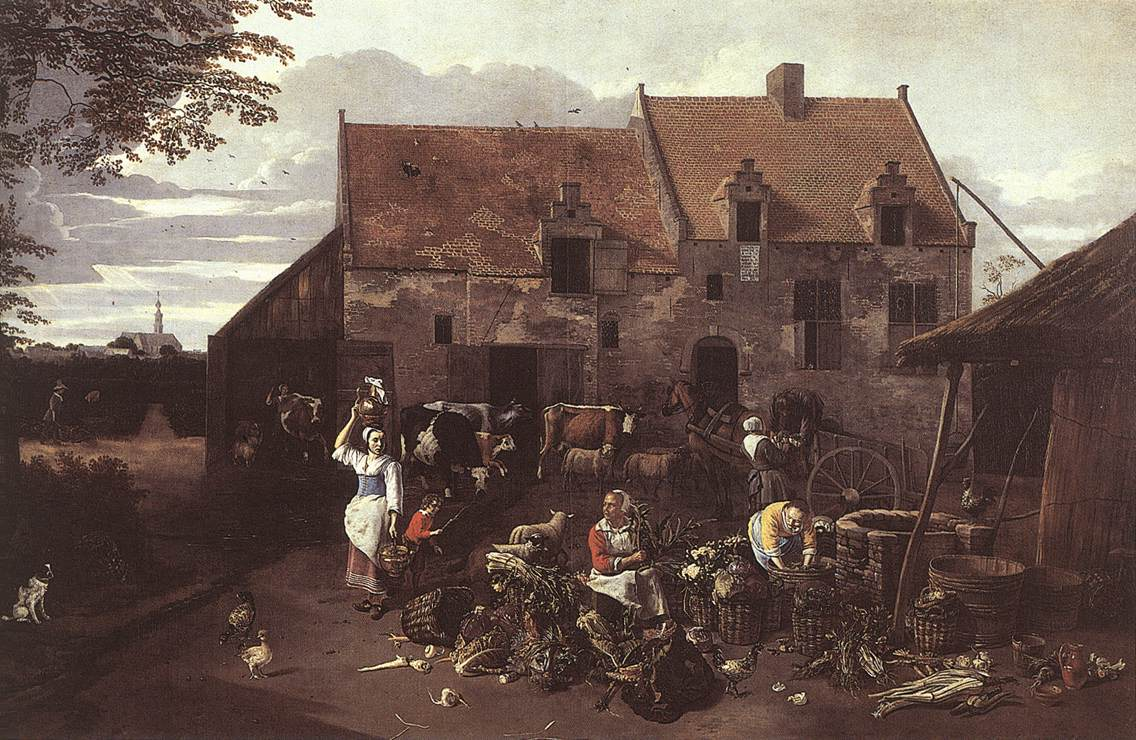
Рынок. 1664. Холст, масло. Королевские музеи изящных искусств, Брюссель
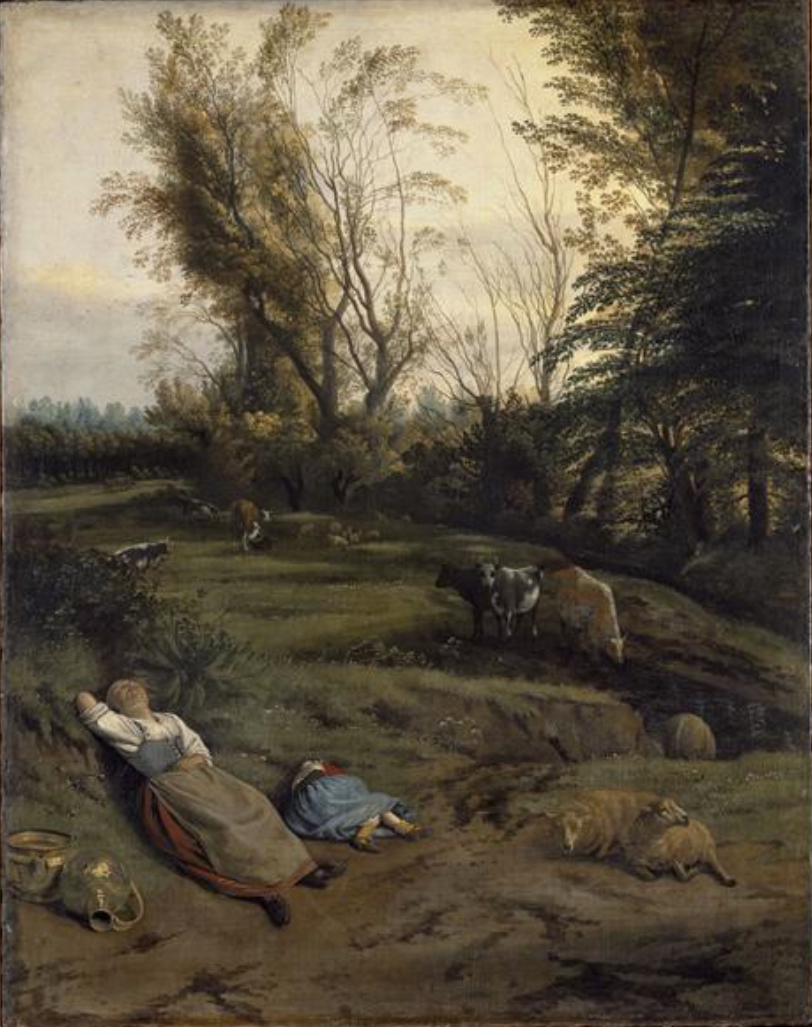
Пастбище с двумя спящими пастушками. 1670-е гг. Холст, масло. Старая пинакотека, Мюнхен
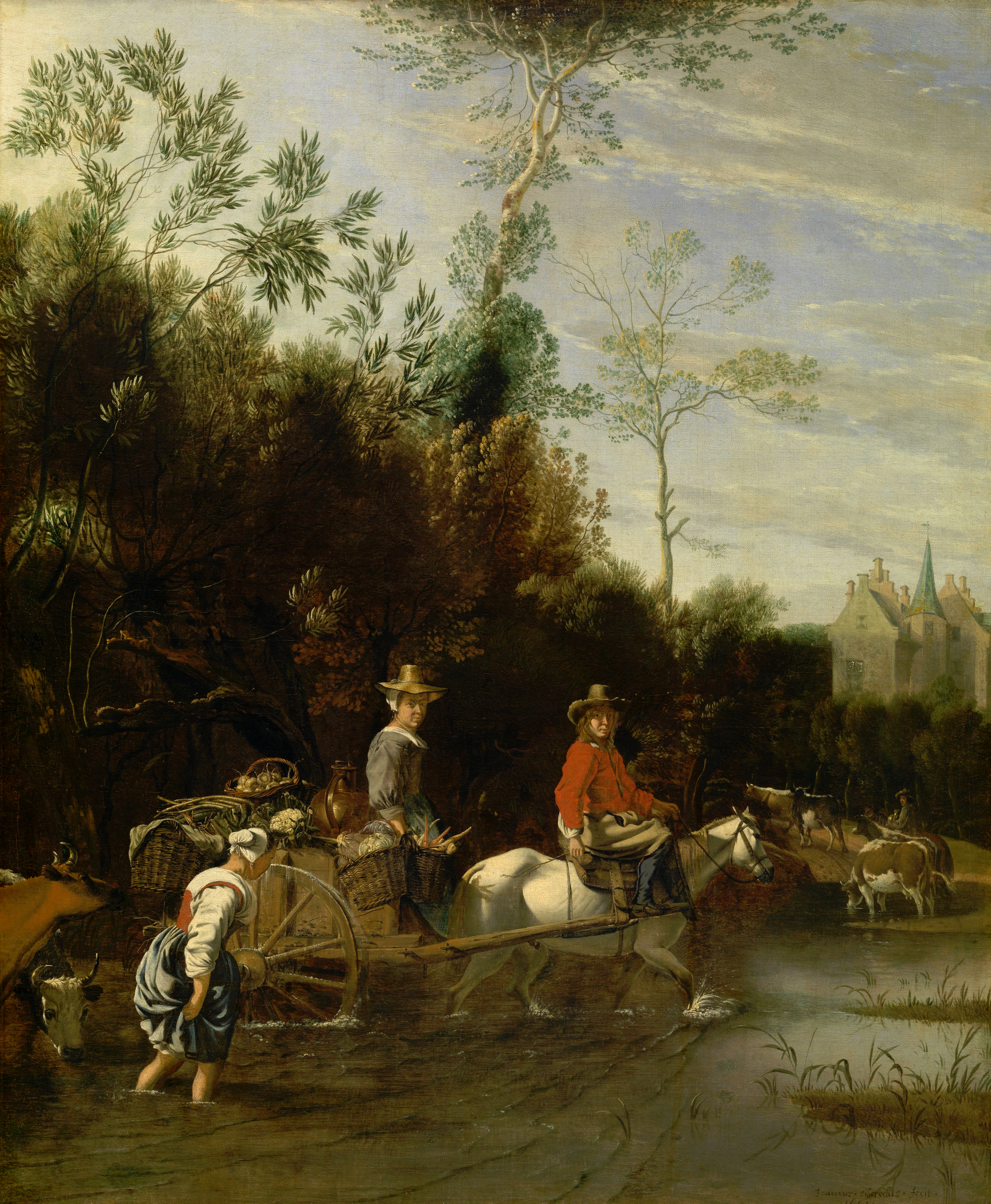
Брод возле замка. 1661. Холст, масло. Королевский музей изящных искусств, Антверпен
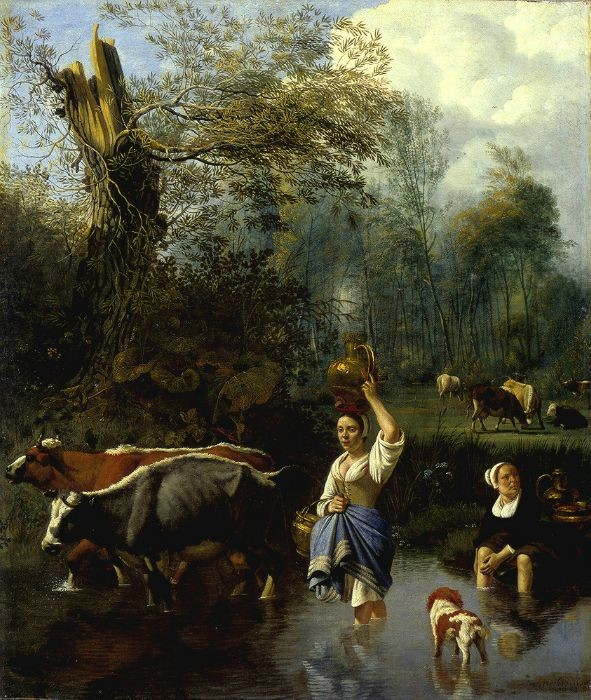
Брод. 1670. Холст, масло. Берлинская картинная галерея
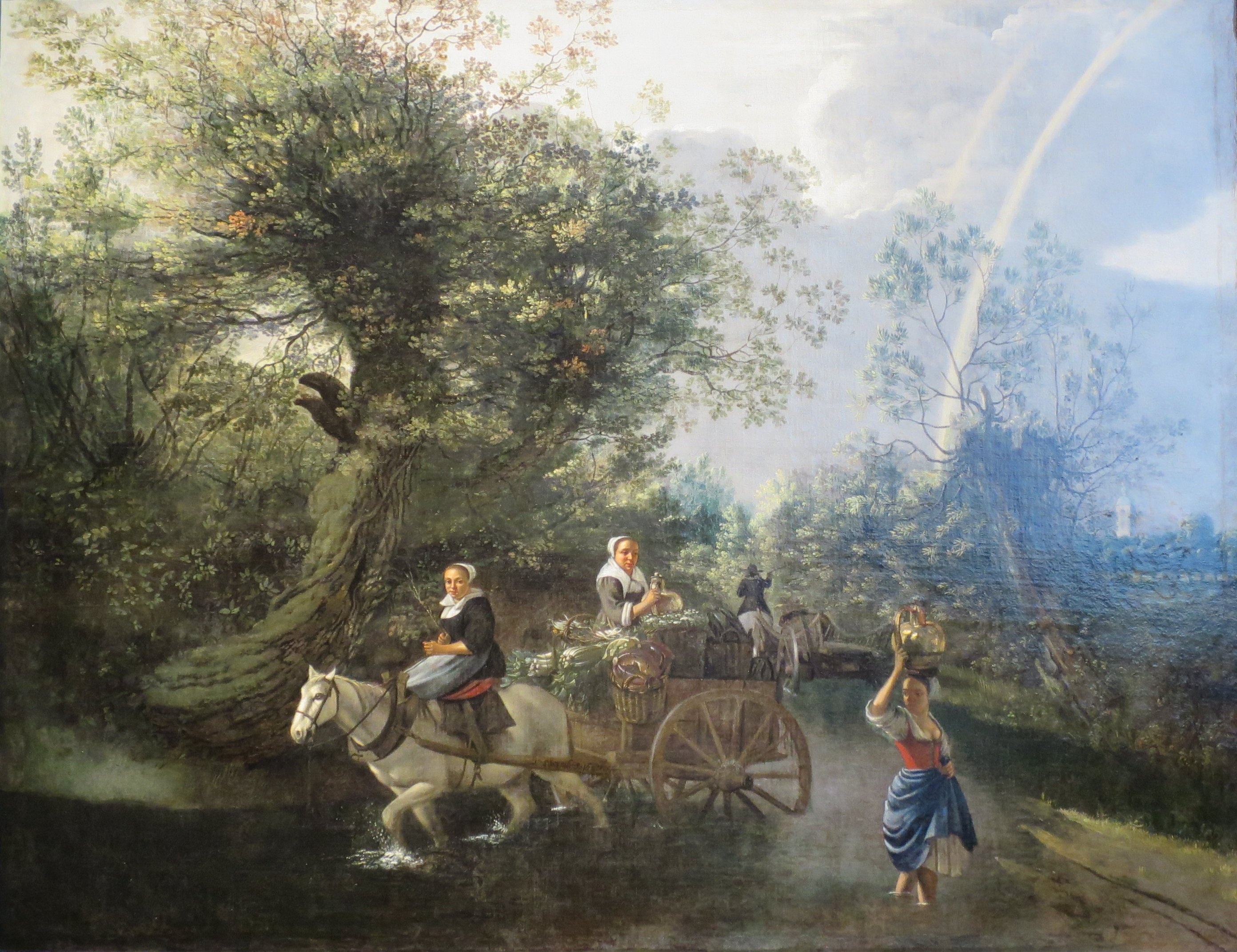
Пересечение ручья. 1669. Холст, масло. Государственный музей изобразительных искусств имени А. С. Пушкина, Москва
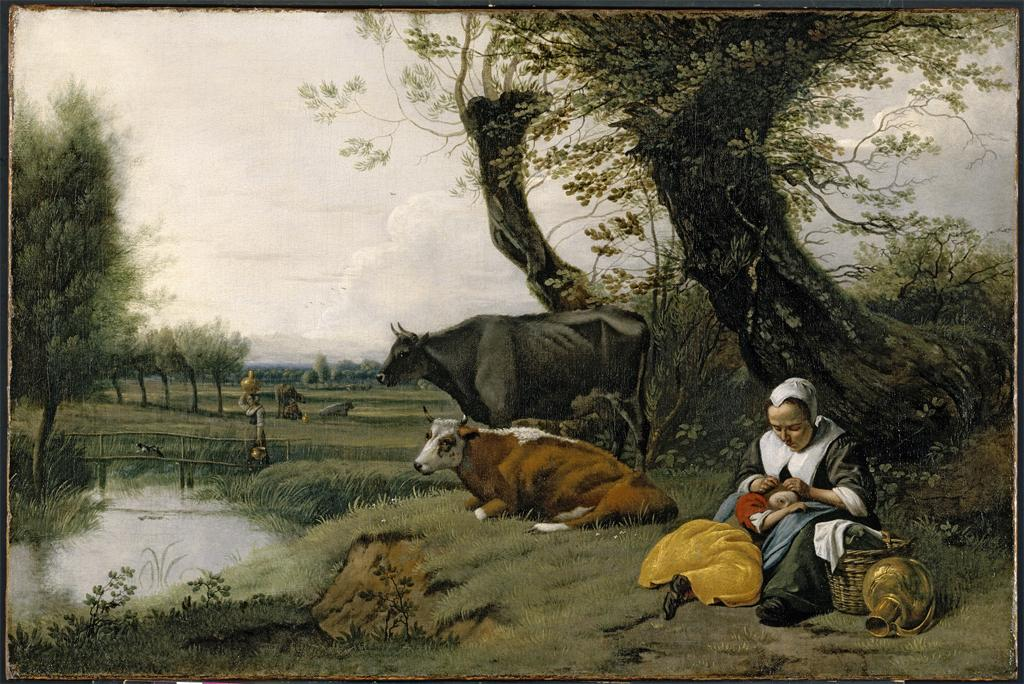
Пасторальная сцена. 1665—1670. Холст, масло. Художественный музей Северной Каролины, США